# Tomasz Jaszczuk
Tomasz Jaszczuk (ur. 9 marca 1992 w Siedlcach) – polski lekkoatleta specjalizujący się w skoku w dal. Żołnierz Wojska Polskiego.

## Kariera
W 2011 roku zdobył srebrny medal podczas mistrzostw Europy juniorów osiągając wynik 8,11 m i poprawiając o 9 cm 35-letni rekord Polski juniorów Marka Chludzińskiego. Wynik ten jest gorszy od rekordu kraju seniorów Grzegorza Marciniszyna tylko o 17 cm.
Złoty (2016, 2017), srebrny (2014) i brązowy (2012) medalista halowych mistrzostw kraju. Mistrz Polski na stadionie (2012, 2014 i 2015).

## Osiągnięcia
| Rok  | Impreza                                 | Miejsce    | Pozycja           | Wynik |
| ---- | --------------------------------------- | ---------- | ----------------- | ----- |
| 2009 | Mistrzostwa świata juniorów młodszych   | Bressanone | 4. miejsce        | 7,50  |
| 2011 | Mistrzostwa Europy juniorów             | Tallinn    | 2. miejsce        | 8,11  |
| 2012 | Mistrzostwa Europy                      | Helsinki   | 8. miejsce        | 7,90  |
| 2013 | Superliga drużynowych mistrzostw Europy | Gateshead  | 8. miejsce        | 7,53  |
| 2013 | Młodzieżowe mistrzostwa Europy          | Tampere    | 6. miejsce        | 7,77  |
| 2014 | Superliga drużynowych mistrzostw Europy | Brunszwik  | 4. miejsce        | 7,95  |
| 2014 | Mistrzostwa Europy                      | Zurych     | 7. miejsce        | 8,07  |
| 2015 | Superliga drużynowych mistrzostw Europy | Czeboksary | 9. miejsce        | 7,60  |
| 2017 | Halowe mistrzostwa Europy               | Belgrad    | 4. miejsce        | 7,98  |
| 2017 | Superliga drużynowych mistrzostw Europy | Lille      | 4. miejsce        | 7,84  |
| 2017 | Mistrzostwa świata                      | Londyn     | el. – 26. miejsce | 7,64  |
| 2018 | Mistrzostwa Europy                      | Berlin     | 5. miejsce        | 8,08  |
| 2019 | Halowe mistrzostwa Europy               | Glasgow    | 6. miejsce        | 7,80  |
| 2019 | Superliga drużynowych mistrzostw Europy | Bydgoszcz  | 3. miejsce        | 8,00  |
| 2019 | Światowe wojskowe igrzyska sportowe     | Wuhan      | 7. miejsce        | 7,65  |

## Rekordy życiowe
- skok w dal (stadion) – 8,18 m (28 maja 2017, Biała Podlaska) – 6. wynik w historii polskiej lekkoatletyki[4]
- skok w dal (hala) – 7,98 m (4 marca 2017, Belgrad)